# الموت عمل شاق
الموت عمل شاق هي رواية كتبها خالد خليفة، نُشرت في الأصل عام 2016، وترجمتها لاري برايس من العربية إلى الإنجليزية في 12 فبراير 2019. إذ تدور أحداث القصة في سوريا عن رحلة ثلاثة أشقاء - بلبل وحسين وفاطمة - لإكمال أمنية والدهم المتوفى الأخيرة في الدفن بجانب أخته ليلى في مسقط رأسهم في العنابية. تتحول الرحلة القصيرة عادةً إلى رحلة تستغرق بضعة أيام مليئة بالتوتر والعنف حيث يتعين عليهم السفر عبر الأراضي المتحاربة مع نقاط تفتيش نظامية يتم إيقافهم عندها.
كانت الرواية واحدة من المتأهلين للتصفيات النهائية لجوائز الكتاب الوطنية، وروعت من العديد من المصادر مثل وول ستريت جورنال ومراجعات كيركس ولوس أنجلوس تايمز.

## خلفية الرواية
كُتبت الرواية السورية "الموت عمل شاق" في ظل الحرب الأهلية السورية المستمرة (٢٠١١ - الآن). في هذه المرحلة، خلقت الحرب الأهلية السورية صراعًا داخل الأمة. اذ استُخدِمَت الأسلحة الكيماوية لإخضاع عامة السكان، وزرع المزيد من عدم الثقة في دولة ممزقة اصلًا. كانت القطاعات العسكرية المتعددة تتنافس على السلطة العليا، مما جعل الحياة المدنية خطرة حيث أصبحت المدن والطرق مناطق حرب.
في عام ٢٠١٣، خلال الصراع الصعب والعنيف، أصيب المؤلف خالد خليفة بنوبة قلبية. وقد لازم الفراش مؤقتًا في المستشفى. خلال هذا الوقت، كان يتأمل، مع الضوضاء المستمرة للقنابل التي تنفجر في الخلفية، حول ما سيحدث لجسده إذا مات خلال هذه الحرب. انعكست تأملاته في هذه الرواية التي ركزت على صراع عائلي يتمحور حول جثة يجب دفنها في منطقة حرب.
توجد أوجه تشابه كبيرة بين الحرب في الموت هو عمل شاق والحرب الأهلية السورية الحالية، حيث يُظهر كلاهما كيف تؤثر الحرب على الحياة الطبيعية.

## خلاصة الرواية
خلال الحرب الأهلية في سوريا، كان أحد قادة المعارضة يدعى عبد اللطيف السالم يحتضر في أحد مستشفيات دمشق. يعرب عبد اللطيف عن رغبته الشديدة في الدفن بجانب شقيقته ليلى في مسقط رأسه في العنابية لابنه بلبل الذي يتقدم ويتعهد باحترام رغبات والده بغض النظر عن المشاكل التي قد يواجهها على طول الطريق. ثم يروي بلبل نبأ وفاة والدهما لأخته فاطمة وشقيقه حسين، اللذين اتفقا على مساعدة بلبل في تحقيق رغبة والده.
ينطلق بلبل مع إخوته لعبور سوريا مع جثة عبد اللطيف. بدت هذه الرحلة أكثر تعقيدًا مما كان يعتقد في الأصل؛ بوجود نقاط التفتيش العسكرية كل بضعة أميال، تتحول الرحلة التي تستغرق عدة ساعات إلى رحلة تستغرق أيامًا.
في أول نقاط التفتيش العسكرية العديدة، تعرّف الحراس على جثة عبد اللطيف، وشرعوا في إلقاء القبض على جثته لارتكابه جرائم ضد النظام. بعد الكثير من النقاش مع العديد من الحراس، تمكن بلبل من رشوة السلطات للسماح بمرور الجثة بسهولة، مما يسمح للمجموعة بمواصلة رحلتها. مع استمرار حدوث أحداث مماثلة مع مرور كل نقطة تفتيش، يفكر بلبل في مدى سهولة هذه الرحلة لو كانوا ينقلون أكياسًا من الكمون فقط بدلاً من الجثة. يقود هذا بلبل إلى ذكريات من الماضي، متذكرًا تفاصيل معينة عن شبابه، مثل الحي الذي نشأ فيه، والآثار الفعلية للنشأة في زمن الحرب.
استردادًا للجميل، توقفت المجموعة عند منزل صديقة طفولة بلبل، لمياء (التي كان يحبها بشغف وكتب لها الشعر، لكنه لم يستطع الزواج بها) بعد أن تركوا جثة عبد اللطيف في المشرحة المحلية طوال الليل. خلال فترة إقامتهم، عرضت لمياء وزوجها زهير مساعدة المجموعة على اجتياز نقاط التفتيش القليلة التالية بسهولة من خلال علاقاته، بسبب صلات عائلة زهير بالنظام. كما تبيّن أن لمياء لا تزال موضع هوس بلبل. يقضي بلبل الليلة شوقًا للأيام الخوالي، عندما كان يحب لمياء. مما جعل بلبل يروي مباشرةً قصة قديمة تتعلق بالعلاقة بين عبد اللطيف وزوجته الثانية نيفين، بالتحديد منذ لقائهما الى زواجهما بعد وفاة زوجة عبد اللطيف الأولى ووالدة أبنائه.
مع اضمحلال الجثة بسرعة، يبدأ الحراس في كل نقطة تفتيش في توفير التساهيل مع المجموعة بسهولة أكبر، مما يسمح لهم بالمرور بشكل أسرع للتخلص منهم سريعًا. بعد أن مرت المجموعة بجثة رجل نصف مأكولة، اندلع جدال بين بلبل وحسين حول مدى سهولة ترك جثة والدهم هناك لتأكلها الذئاب، ولن يكون أحد أكثر حكمة. يقود هذا بلبل إلى تقديم خلفية درامية عن حسين، موضحًا ميوله إلى المبالغة في رد الفعل والهجوم على أحبائه، وتاريخه الطويل في التسبب في مشاكل مع العائلة. في هذه الأثناء، وصل تحلل الجثة إلى النقطة التي لم يعد من الممكن فيها إخفاء الرائحة بالكولونيا.
بعد التوقف ليلًا في شاحنتهم، تعرضت المجموعة للهجوم من قبل الكلاب البرية بسبب رائحة الجثة، مما تسبب في إصابة الأشقاء بالذعر والقلق بشكل متزايد. في ذروة هذا الذعر، يخوض حسين معركة مع بلبل، الذي يسقط بسهولة مع بعض اللكمات. بدأت ضغوط الرحلة في كسر الأشقاء، حيث قرروا جميعًا أن يبكوا في صمت طوال الليل.
بعد اجتياز عدة نقاط تفتيش أخرى، يتم إيقاف المجموعة من قبل مجموعة متطرفة، والتي ينتهي بها الأمر بمنع مرور بلبل حتى يكمل "دورة إعادة التأهيل الديني". اذ لم يكن هناك خيار آخر، فاستمر حسين وفاطمة، اللذان تعرضا لضربة صامتة، في السير بدون بلبل، وهما أكثر إصرارًا على الوصول إلى العنابية الآن بعد أن ظهرت على الجثة علامات الإصابة باليرقات. يصل الشقيقان إلى العنابية قبل غروب الشمس، ويلتقيان بابن عمهما وعمهما: الأقارب الوحيدون الباقون على قيد الحياة في القرية. ويخططون لدفن الجثمان في صلاة الفجر. وصل بلبل إلى القرية وعاد إلى إخوته بعد أن سلمته الجماعة المتطرفة إلى عمه. في تلك الليلة، يفكر كل شقيق في مدى ضآلة رغبته في رؤية بعضهما البعض بعد الدفن.
بعد الدفن، قرر بلبل أن يُخاطب فقط باسمه الأصلي نبيل. وصمتت فاطمة بشكل دائم من صدمة الرحلة. وأصبح حسين هادئًا بشكل غير معهود. يبدأ الأشقاء رحلتهم إلى المنزل، ويظهر كل منهم درجة كبيرة من الراحة أثناء عبورهم نقاط التفتيش بسهولة، اذ لم تعد جثة والدهم في حوزتهم. حسين وفاطمة ينزلان بلبل في حيه بدمشق ويغادران دون تبادل الكلمات. يتأمل بلبل كيف تفوح رائحة منزله من جثة والده، وكيف يريد أن يذوب وجهه تحت الماء الساخن كما لو أن جثة والده قد ذابت في حالة تعفن.

## شخصيات

### شخصيات رئيسة
- عبد اللطيف السالم - والد بلبل وحسين وفاطمة زوج نيفين. الملقب بـ "العنابي" نسبة إلى مسقط رأسه، وكان أحد قادة المعارضة الرئيسيين في الحرب الأهلية. وفاته ودفنه اللاحق هما العناصر المحركة للرواية.
- بلبل - الطفل الأوسط، الابن الأصغر لعبد اللطيف ونيفين. يوصف عادة بأنه ضعيف وخائف ومذعور. عند وفاة والده، أظهر بلبل شجاعة غير عادية وتصميمًا على تكريم رغبة والده في أن يُدفن في مسقط رأسه، العنابية.[5]

- حسين - الابن الاكبر لعبد اللطيف ونيفين. متهور ومزاجي. يستمتع بأمر الآخرين، خاصة من خلال استخدام الأقوال المأثورة. كان يحلم بأن يكون ناجحًا وقويًا ولكن هذه الخطط تلاشت لتتركه سائق حافلة صغيرة.[5]
- فاطمة - الابنة الصغرى، الابنة الوحيدة لعبد اللطيف ونيفين. تحب النميمة، وعمومًا حساسة جدًا وعاطفية. تشعر بأنها مضطرة إلى لم شمل الأسرة بعد وفاة والدها، للحفاظ على السلام داخل الأسرة. معروف أن لديها طفلان، ابن أكبر وابنة أصغر. توصف بأنها تعيش في حياة يسيطر عليها الذكور سواء في الزواج أو في عائلتها المباشرة.[5]

### شخصيات ثانوية
- نافين - الزوجة الثانية لعبد اللطيف. عملت مدرسة فنية قبل الزواج من عبد اللطيف. نشأت في أسرة متعلمة من الطبقة المتوسطة، مما جعل زواجها من عبدول مثيرًا للجدل إلى حد ما.
- ليلى - أخت عبد اللطيف. انتحرت من خلال غمر نفسها في الكيروسين وإضرام النار في نفسها لتجنب زواج مرتب من رجل لم تستطع أن تحبه.
- ممدوح - زوج فاطمة السابق. درس في عهد عبد اللطيف خلال سنوات الدراسة الثانوية.
- هيام - زوجة بلبل السابقة. طلقت بلبل، واختفت مع ابنهما المسمى عبد.
- لمياء - صديقة الطفولة والعشيقة السابقة لبلبل. مولعة بمساعدة المحتاجين؛ من المعروف أنها تؤوي ما يزيد عن ٤٠ لاجئًا في منزلها في وقت واحد. تلقت رسائل شعرية من بلبل، لكنها لم تسعى لهذه العلاقة ابدًا.
- زهير - زوج لمياء. ذهب إلى السجن قبل الزواج من لمياء. أسرته لها روابط مع النظام، لكنها متعاطفة مع قضية المعارضين.

## أصداء الرواية
حظي الموت عمل شاق بالاهتمام والثناء من المراجعين، حيث وصفته ميدل إيست آي بأنها "رواية رحلة على الطريق لا مثيل لها." وأشارت الغارديان إلى أن الرواية "قوية في شكوكها، وإنسانية في نظرها، ولطيفة في ثباتها".
يقارن أليوت أكيرمان من صحيفة نيويورك تايمز بشكل مباشر خليفة بالمؤلف الأمريكي ويليام فوكنر، قائلاً: "ادعى العديد من الكتاب الأمريكيين البارزين لقب خليفة فوكنر ... مع رواية "الموت عمل شاق"، قام خالد خليفة، عن قصد أو بغير قصد، بالمطالبة بهذا اللقب.". وأبدت نادية إسماعيل من صحيفة كولومبيا مشاعر مماثلة.